# The Melvins
The Melvins (eller blot Melvins) er et sludge metal band fra USA i staten Washington. Deres musik har haft stor betydning for genrer som drone metal, grunge, stoner rock, støjrock og sludge metal.

## Diskografi
| År   | Titel                                              | Pladeselskab                |
| ---- | -------------------------------------------------- | --------------------------- |
| 1987 | Gluey Porch Treatments                             | Alchemy Records             |
| 1989 | Ozma                                               | Boner Records               |
| 1991 | Bullhead                                           | Boner Records               |
| 1992 | Lysol                                              | Boner Records               |
| 1993 | Houdini                                            | Atlantic Records            |
| 1994 | Prick                                              | Amphetamine Reptile Records |
| 1994 | Stoner Witch [Atlantic Records                     |                             |
| 1996 | Stag                                               | Atlantic Records            |
| 1997 | Honky                                              | Amphetamine Reptile Records |
| 1999 | The Maggot                                         | Ipecac Recordings           |
| 1999 | The Bootlicker                                     | Ipecac Recordings           |
| 2000 | The Crybaby                                        | Ipecac Recordings           |
| 2002 | Hostile Ambient Takeover                           | Ipecac Recordings           |
| 2004 | Pigs of the Roman Empire (m/ Lustmord)             | Ipecac Recordings           |
| 2004 | Never Breathe What You Can't See (m/ Jello Biafra) | Alternative Tentacles       |
| 2006 | (A) Senile Animal                                  | Ipecac Recordings           |
| 2008 | Nude with Boots                                    | Ipecac Recordings           |
| 2010 | The Bride Screamed Murder                          | Ipecac Recordings           |
| 2012 | Freak Puke (Melvins Lite)                          | Ipecac Recordings           |
| 2013 | Everybody Loves Sausages                           | Ipecac Recordings           |
| 2013 | Tres Cabrones (Melvins 1983)                       | Ipecac Recordings           |
| 2014 | Hold It In                                         | Ipecac Recordings           |
| 2016 | Three Men and a Baby (m/ Mike Kunka)               | Sub Pop                     |
| 2016 | Basses Loaded                                      | Ipecac Recordings           |
| 2017 | A Walk with Love & Death                           | Ipecac Recordings           |
| 2018 | Pinkus Abortion Technician                         | Ipecac Recordings           |
| 2021 | Working with God                                   |                             |